# الأسقفيات الثلاث
كانت الْأُسْقُفِيَّات الثَّلَاث (بالفرنسية: les Trois Évêchés)‏ مقاطعة فرنسية سابقة. كانت المقاطعة مكونة من إمارة تول الأسقفية  (العاصمة: تول)، إمارة متز الأسقفية  (العاصمة: متز)، وإمارة فردان الأسقفية  (العاصمة: فردان).

## الملاحظات
1. ↑  (بالفرنسية: la Principauté épiscopale de Toul)‏
2. ↑  (بالفرنسية: la Principauté épiscopale de Metz)‏
3. ↑  (بالفرنسية: la Principauté épiscopale de Verdun)‏